# Nemuro (Hokkaidō)
Nemuro (japonês: 根室市; -shi, Ainu: Ni mu oro) é uma cidade e porto marítimo do Japão, localizada na subprovíncia de Nemuro, na província de Hokkaido.
Em 2003 a cidade tinha uma população estimada em 32 056 habitantes e uma densidade populacional de 62,53 h/km². Tem uma área total de 512,64 km².
Recebeu o estatuto de cidade a 1 de Agosto de 1957.

## Cidades-irmãs
- Sitka, EUA.
- Kurobe, Japão.
- Severo-Kurilsk, Rússia